# 奧卡高原
奧卡高原是俄羅斯的高原，位於布里亞特共和國的東薩彥嶺，距離貝加爾湖西南端約200公里，海拔高度1,600米，最高點海拔高度2,077米。